# Virpi Niemi
Virpi Niemi (* 1966) ist eine ehemalige finnische Skilangläuferin. Das beste Resultat in einem Weltcup-Rennen war der 26. Platz in einem 15-Kilometer-Lauf in Japan im Jahre 1995.
Bei den Nordischen Skiweltmeisterschaften 1995 in Thunder Bay belegte Niemi im 5-Kilometer-Lauf den 19. Platz, im 30-Kilometer-Lauf den 24., im 15-Kilometer-Lauf den 26. und im 5 + 10-Kilometer-Lauf belegte sie den 31. Platz.